# Coupe de France de basket-ball en fauteuil roulant 2017
Navigation
Édition précédente Édition suivante
Le Cannet détient le trophée de l'édition 2016 de la Coupe de France, remporté face à Hyères à l'AccorHotels Arena Bercy de Paris.

## Déroulement
Les groupes du premier tour de la Coupe de France sont établis par tirage au sort parmi les huit premières équipes du championnat à l'issue de la phase aller. 
Le hasard a joué un tour imprévu à toutes les équipes qualifiées, puisque les 4 premiers de la phase aller se retrouvent sur un même plateau, au Cannet.
Classement du championnat à l'issue de la phase aller :
| Rang | Équipe                       | Pts | J | G | P | Pp  | Pc  | Diff |
| ---- | ---------------------------- | --- | - | - | - | --- | --- | ---- |
| 1    | Hornets Le Cannet C          | 17  | 9 | 8 | 1 | 715 | 509 | 206  |
| 2    | Hyères HC T                  | 17  | 9 | 8 | 1 | 716 | 478 | 238  |
| 3    | CS Meaux F                   | 17  | 9 | 8 | 1 | 651 | 520 | 131  |
| 4    | Le Puy en Velay HB           | 15  | 9 | 6 | 3 | 580 | 551 | 29   |
| 5    | CH Saint-Avold P             | 14  | 9 | 5 | 4 | 584 | 546 | 38   |
| 6    | CTH Lannion P                | 12  | 9 | 3 | 6 | 588 | 604 | -16  |
| 7    | HSB Marseille                | 12  | 9 | 3 | 6 | 491 | 591 | -100 |
| 8    | Toulouse IC                  | 11  | 9 | 2 | 7 | 508 | 633 | -125 |
| 9    | Thonon CH                    | 11  | 9 | 2 | 7 | 470 | 597 | -127 |
| 10   | Léopards de Guyenne Bordeaux | 9   | 9 | 0 | 9 | 436 | 710 | -274 |

| Légende :                                                         |
| - Qualification pour les 1/2 finales de la Coupe de France        |
| T : Champion de France de Nationale A 2015-2016 (tenant du titre) |
| F : Finaliste 2015-2016                                           |
| P : Promus de Nationale B 2015-2016                               |
| C : Vainqueur de la Coupe de France 2016                          |
| 0                                                                 |
| Sources : france-handibasket.fr ffbb.com                          |

## Premier tour (plateaux 1/2 finales)

### Groupe A
| Groupe A |                    |     |   |   |     |     |      |     |       |
|          | Équipe             | Pts | G | P | PP  | PC  | Diff | Dép | Moy   |
| 1        | Hornets Le Cannet  | 5   | 2 | 1 | 209 | 198 | +11  | +9  | 70-66 |
| 2        | Hyères HC          | 5   | 2 | 1 | 212 | 199 | +13  | -3  | 71-66 |
| 3        | CS Meaux BF        | 5   | 2 | 1 | 188 | 178 | +10  | -6  | 63-59 |
| 3        | Le Puy en Velay HB | 3   | 0 | 3 | 179 | 213 | -34  |     | 60-71 |

| Légende | Légende                                       |
| ------- | --------------------------------------------- |
|         | Qualifié pour la finale de la Coupe de France |

### Groupe B
| Groupe B |                |     |   |   |     |     |      |     |       |
|          | Équipe         | Pts | G | P | PP  | PC  | Diff | Dép | Moy   |
| 1        | HSB Marseille  | 5   | 2 | 1 | 220 | 208 | +12  | +5  | 73-69 |
| 2        | CH Saint-Avold | 5   | 2 | 1 | 000 | 000 | 00   | -5  |       |
| 3        | Toulouse IC    | 4   | 1 | 2 | 000 | 000 | 00   | +3  |       |
| 4        | CTH Lannion    | 4   | 1 | 2 | 200 | 225 | -25  | -3  | 67-75 |

| Légende | Légende                                       |
| ------- | --------------------------------------------- |
|         | Qualifié pour la finale de la Coupe de France |

## Finale
| 22 avril 2017 20h | Résumé | Hornets Le Cannet                                  | 85-55  | HSB Marseille |  | Complexe sportif Elisabeth Riffiod Villenave-d'Ornon |
| 22 avril 2017 20h | Résumé | Score par quart-temps : 20-12, 21-14, 22-19, 22-10 |        |               |  | Complexe sportif Elisabeth Riffiod Villenave-d'Ornon |
| 22 avril 2017 20h | Résumé | Score par mi-temps : 41-26, 44-29                  |        |               |  | Complexe sportif Elisabeth Riffiod Villenave-d'Ornon |
| 22 avril 2017 20h | Résumé | A. Ramonet 26 H. Belaïd 21 N. Guedoun 17           | Points |               |  | Complexe sportif Elisabeth Riffiod Villenave-d'Ornon |